# NEOGENE CREATION
『NEOGENE CREATION』（ネオジーン・クリエイション）は、水樹奈々の12枚目のオリジナルアルバム。2016年12月21日にKING AMUSEMENT CREATIVEから発売された。
水樹曰く「ビックリ箱みたいなアルバム」で、タイトルは、新第三紀を意味する「NEOGENE」、新しいを意味する「NEO」、遺伝子を意味する「GENE」を掛け合わせて付けられた。

## 音楽性
1曲目「めぐり逢うすべてに」は、2ndアルバム『MAGIC ATTRACTION』収録の「あの日夢見た願い」の第2章に当たる曲で、映画の冒頭でのナレーションを彷彿とする雰囲気に仕上がっている。
3曲目「Please Download」は、TOKYO FM『水樹奈々のMの世界』エンディングテーマ。水樹の声をオートチューンとボコーダーで加工した楽曲で、制作時はビブラートが加工に影響があるため抑揚を抑えたという。自分の声の加工に関しては今まで抵抗感があったが、本曲で初めて取り入れたという。
9曲目「UNLIMITED BEAT」は、スマートフォンゲーム『戦姫絶唱シンフォギアXD UNLIMITED』の主題歌とテレビアニメ『戦姫絶唱シンフォギアAXZ』の第11話挿入歌。
11曲目「STARTING NOW!」は、34thシングル曲であり、テレビアニメ『この美術部には問題がある!』のオープニングテーマ。
15曲目「絶対的幸福論」は、リード曲であり、TBS『ひるおび!』2017年1月度エンディングテーマ。内容は20代後半から30代の男性の気持ちを歌ったラブバラードで、結婚式で歌いたくなるような感じに仕上がっている。PVの案は当初3つあったが最終的にスタッフから評価が高かったワンカットに落ち着いたという。なお撮影は水樹と向かい合う人物以外いない状況で行われた。

## リリース
2016年12月21日にキングレコードから発売された。水樹のアルバムとしては前作『SMASHING ANTHEMS』から1年ぶりのリリースとなる。制作は「STARTING NOW!」のデモテープを聴いた後に行われた。
販売形態は、CD+Blu-ray盤（KICS-93456）・CD+DVD盤（KICS-93457）・通常盤（KICS-3456）の3種リリースで、BD付限定盤とDVD付限定盤には「絶対的幸福論」のPV、本作のメイキング、TEAM MIZUKIが富士山に登頂するドキュメンタリー、NHK「水樹奈々 in 新居浜 のど自慢延長戦」のダイジェストを収録した映像が収録されている。ジャケットは、ドキュメンタリー風を意識しているため敢えてモノクロにしたという。
当初はアルバムリリースの予定はなかったが、水樹が気に入った曲が沢山収録されていたことから発売を前倒ししたという。
本アルバムを引っ提げたライブツアー「NANA MIZUKI LIVE ZIPANGU 2017」が2017年1月7日から3月12日まで開催された。

## 収録内容
| #         | タイトル               | 作詞         | 作曲                 | 編曲                                     | 時間  |
| --------- | ---------------------- | ------------ | -------------------- | ---------------------------------------- | ----- |
| 1.        | 「めぐり逢うすべてに」 | 松井五郎     | 園田健太郎           | 藤間仁                                   | 4:40  |
| 2.        | 「STAND UP!」          | ヨシダタクミ | ヨシダタクミ         | 藤間仁                                   | 3:40  |
| 3.        | 「Please Download」    | 森月キャス   | ats-                 | ats-                                     | 4:40  |
| 4.        | 「ALONE ARROWS」       | 藤林聖子     | Yu-Pan.              | 伊勢佳史                                 | 3:42  |
| 5.        | 「TWIST&TIGER」        | 矢吹俊郎     | 園田健太郎           | 藤田淳平                                 | 3:37  |
| 6.        | 「Rock Ride Riot」     | ヨシダタクミ | ヨシダタクミ         | 藤田淳平                                 | 3:22  |
| 7.        | 「はつ恋」             | 岩里祐穂     | 吉木絵里子、華原大輔 | 吉木絵里子、華原大輔、前嶋康明（弦編曲） | 3:48  |
| 8.        | 「JEWEL」              | 水樹奈々     | 角野寿和、青葉紘季   | ECHO（Martin Landstorm & Rasmus Faber）  | 4:33  |
| 9.        | 「UNLIMITED BEAT」     | 上松範康     | 上松範康             | 藤永龍太郎（Elements Garden）            | 4:31  |
| 10.       | 「WAKE UP THE SOULS」  | しほり       | 山崎佳祐             | 山崎佳祐                                 | 3:52  |
| 11.       | 「STARTING NOW!」      | 水樹奈々     | 藤田卓也             | 藤田淳平                                 | 3:28  |
| 12.       | 「GLORIA」             | 平朋崇       | 光増ハジメ           | EFFY                                     | 3:55  |
| 13.       | 「RODEO COWGIRL」      | 藤林聖子     | h-wonder             | h-wonder                                 | 4:32  |
| 14.       | 「君よ叫べ」           | 水樹奈々     | 水樹奈々             | 藤永龍太郎                               | 4:29  |
| 15.       | 「絶対的幸福論」       | ヨシダタクミ | ヨシダタクミ         | 藤間仁                                   | 4:38  |
| 合計時間: | 合計時間:              | 合計時間:    | 合計時間:            | 合計時間:                                | 61:31 |

| #  | タイトル                                                 | 作詞 | 作曲・編曲 |
| -- | -------------------------------------------------------- | ---- | ---------- |
| 1. | 「絶対的幸福論」(MUSIC CLIP)                             |      |            |
| 2. | 「「NEOGENE CREATION」 MAKING MOVIE」                    |      |            |
| 3. | 「TEAM MIZUKI 富士山頂への道」                           |      |            |
| 4. | 「NHK「水樹奈々 in 新居浜 のど自慢延長戦」ダイジェスト」 |      |            |

## チャート
| チャート（2016年）                    | 最高位 |
| ------------------------------------- | ------ |
| オリコン                              | 2      |
| Billboard Japan Top Albums            | 3      |
| アニカン Amazon.co.jp（初回限定盤）   | 8      |
| アニカン アニメイト（BD付初回限定盤） | 9      |
| アニカン Android（絶対的幸福論）      | 4      |
| アニカン ゲーマーズ（BD付初回限定盤） | 1      |

## ツアー日程
| 公演数 | 開催日  | 会場                       |
| ------ | ------- | -------------------------- |
| 01     | 1月7日  | 日本ガイシホール           |
| 02     | 1月8日  | 日本ガイシホール           |
| 03     | 1月14日 | 別府ビーコンプラザ         |
| 04     | 1月15日 | 別府ビーコンプラザ         |
| 01     | 1月21日 | 大阪城ホール               |
| 02     | 1月22日 | 大阪城ホール               |
| 07     | 1月28日 | 国立代々木競技場第一体育館 |
| 08     | 1月29日 | 国立代々木競技場第一体育館 |
| 09     | 2月18日 | ニトリ文化ホール           |
| 10     | 2月19日 | ニトリ文化ホール           |
| 11     | 2月25日 | 新潟県民会館               |
| 12     | 3月4日  | ぎのわん海浜公園屋外劇場   |
| 13     | 3月11日 | さいたまスーパーアリーナ   |
| 千秋楽 | 3月12日 | さいたまスーパーアリーナ   |